# Anton Glanzelius
Pour les articles homonymes, voir Glanzelius.
Anton Glanzelius, né le 11 avril 1974 à Copenhague (Danemark),, est un acteur suédois.
Il est principalement connu pour son rôle dans Ma vie de chien (1985), pour lequel il a remporté le prix du meilleur acteur aux 21e Guldbagge Awards.

## Biographie
À partir de 2014, Anton Glanzelius travaille en tant que producteur exécutif chez Swedish TV4 AB. Le 26 mars 2015, Glanzelius est le nouveau gestionnaire de chaînes pour TV4 Play. Parallèlement, il conserve son poste de directeur adjoint des chaînes du groupe TV4,,.

## Carrière d'acteur
Le premier rôle de Glanzelius est, à l'âge de huit ans, dans un téléfilm dans lequel il est un messager dans une production théâtrale d'Antigone de Sophocle qui mettait en vedette sa mère. Il apparait quatre fois dans une série télévisée suédoise.

### Ma vie de chienet reconnaissance
Le réalisateur Lasse Hallström découvre Glanzelius dans une série télévisée et lui demande de faire un essai pour le rôle principal d'Ingemar du film Ma vie de chien, parmi quelque 1 000 autres jeunes acteurs. Glanzelius apprend initialement qu'il est trop jeune et trop petit pour le rôle, mais reçoit un autre appel une semaine plus tard. « Ils ont dit qu'ils ne pouvaient trouver personne de mieux que moi pour le faire », dit Glanzelius. « Je pensais que ce serait amusant et excitant. Et ce l'était. Mais nous avons travaillé du matin au soir pendant 80 jours. C'était très dur. J'étais content d'avoir même une pause de cinq minutes ».
Parmi les défis de tournage, dans une scène, Glanzelius devait renverser un verre de lait sur son visage, mais il a fallu 26 prises de vue. Dans une autre scène, il devait perdre dans un match de boxe contre un acteur plus âgé que lui,.
Le réalisateur Hallström a décrit Glanzelius, qui avait 11 ans au moment du tournage, comme « très intuitif » et que « c'était comme travailler avec un adulte ». Glanzelius a noté plus tard : « Je viens de jouer moi-même »,.
En 1985, Glanzelius est devenu le plus jeune acteur à remporter le Prix de la critique de cinéma suédois du meilleur acteur, l'équivalent suédois de l'Oscar de la même catégorie, pour son rôle dans Ma vie de chien,,.
Ma vie de chien a été un succès surprise aux États-Unis, un événement rare pour un film en langue étrangère sous-titré,,. Les critiques américains ont félicité Glanzelius pour sa performance dans le film, comme Hal Hinson du Washington Post le décrivant comme « un Jack Nicholson de la taille d'une pinte, avec des sourcils diaboliques qu'il sait utiliser », et Vincent Canby du New York Times qui l'a applaudi pour sa « performance ferme et sage ». Le succès du film aux États-Unis a conduit Glanzelius à visiter le pays pour la première fois en 1987 dans le cadre d'une tournée de neuf villes et de deux semaines accompagné de ses parents. Les villes dans lesquelles il a voyagé comprenaient Washington et Los Angeles. Lors de sa visite à New York, Sue Simmons a eu l'occasion d'interviewer Glanzelius.
Glanzelius raconte qu'« au début, tout le monde m'a reconnu dans le film. Beaucoup me montraient même du doigt, le bras tendu, et parlaient de moi très fort. Il fallait que je regarde par terre. Ce n'était pas amusant ». Il dit qu'il n'avait aucune idée qu'il était si populaire.
Glanzelius était en pourparlers pour reprendre son rôle dans une suite en anglais, désormais abandonnée,.